# Claytonia arenicola
Claytonia arenicola är en källörtsväxtart som beskrevs av Henderson. Claytonia arenicola ingår i släktet vårskönor, och familjen källörtsväxter. Inga underarter finns listade i Catalogue of Life.